# Louis Figuier
Guillaume Louis Figuier, più noto soltanto come Louis Figuier (Montpellier, 15 febbraio 1819 – Parigi, 8 novembre 1894), è stato uno scrittore e divulgatore scientifico francese.

## Biografia
Laureatosi in medicina nel 1841, Figuier fu incaricato professore di chimica alla Scuola di Farmacia della sua città natale nel 1846, poi in altre di pari grado di Parigi: ivi iniziò una serie di esperimenti di fisiologia, interrotti dopo breve tempo, volti a dimostrare, a confutazione della nota teoria fisiologica di Claude Bernard, la funzione del fegato, all'interno dell'organismo, per condensare i succhi gastrici.
Già famoso, in ambito accademico, per numerose memorie pubblicate, tra il 1847 e il 1854, in prestigiosi periodici scientifici francesi -quali le «Annales des sciences», il «Journal de pharmacie» e la «Revue scientifique»- Figuier si farà in seguito particolarmente popolare per delle opere a carattere divulgativo sul mondo della natura animale e delle piante; e sulle scoperte della scienza: lavori che vennero tradotti in numerose lingue – in Italia per lo più nelle edizioni Treves – ciò grazie ad una semplice ma efficace prosa, in volumi sempre d'ampio corredo iconografico, caratterizzato da ricchezza di incisioni.
Cercò, inoltre, di fondare un nuovo genere letterario, il "teatro scientifico", ossia una serie di piéces aventi come eroi i più grandi inventori, ma l'iniziativa cadde in completo oblio. Nel 1855 Figuier divenne redattore scientifico, al posto di Victor Meunier (che intanto fondava il periodico L'Ami de la science) al quotidiano «La Presse». I suoi articoli settimanali, dal 1857 fino alla sua morte, sono stati riuniti in una serie di annali, sotto il titolo di L'Annéé scientifique et industrielle ou Exposé annuel des travaux.
Rifondò e diresse la nota rivista «La Science illustrée», alla quale collaborarono, tra gli altri, Jules Verne e Camille Flammarion.

Più recenti ristampe di sue opere in lingua italiana.
L'Alchimia svelata. Roma, Basaia, 1988.
Storia delle piante , a cura di Francesco Sartori. Messaggerie Pontremolesi editrice, 1989.

## Opere principali
- Exposition et histoire des principales découvertes scientifiques modernes, 4 voll., 1851-1857, su google.it.
- L'alchimie et les alchimistes, 1856, su google.it.
- Les applications nouvelles de la science a l'industrie et aux artes en 1855, 1856, su google.it.
- Les grandes inventions scientifiques et industrielles, 1859, su google.it.
- Histoire du merveilleux dans les temps modernes, 4 voll., 1859-1962, su google.it.
- Le savant du foyer ou notions scientifiques sur les objets usuels de la vie, 1863, su google.it.
- La terre avant le déluge, 1863, su google.it.
- La Terre et les mers ou description physique du globe, 1864, su google.it.
- Histoire des plantes, 1865, su google.it.
- La vie et les moery des animaux, 1866, su google.it.
- Les insectes, 1867, su google.it.
- Les merveilles de la science, 6 voll., 1867-1869, su google.it.
- Les aérostats, 1881 (PDF), su gallica.bnf.fr.
- Les nouvelles conquêtes de la science, 4 voll., 1883-1885 (PDF), su gallica.bnf.fr.